# Álvaro Obregón
Álvaro Obregón Salido (Navojoa, Sonora, 19.  veljače 1880. – Ciudad de México, 17.  srpnja 1928.), meksički političar i jedan od predvodnika meksičke revolucije. 
Bio je jedan od vođa pobune protiv Veneustiana Carranze. Rođen je u državi Sonora, moguće je da je bio djelomično i irskog porijekla. U politiku ulazi 1911. godine kada postaje gradonačelnik jednog mjesta. Podupirao je Madera, kasnije Carranzu protiv Huerte, a onda se borio protiv Carranze koji je vladao kao diktator. Borio se u četiri bitke 1915. protiv Ville i svaki put pobijedio, ali je izgubio desnu ruku. Modernizirao je ratovanje upotrebom strojnica i drugim načinima ratovanja. 1920. postao je predsjednik Meksika. Mandat mu je trajao četiri godine. Godine 1928. pobijedio je i na izborima za drugi mandat, no u restoranu u Mexico Cityu ubio ga je jedan sjemeništarac koji se protivio njegovim antiklerikalnim reformama.
Na položaju predsjednika zamijenio ga je 1924. zloglasni Plutarco Elias Calles.